# 早春譜 (海援隊の曲)
「早春譜」（そうしゅんふ）は、日本のフォークバンド・海援隊のメジャー27作目（通算31作目）及びメジャー29作目（通算33作目）のシングル。

## オリジナル盤

### 概要
- 前作「初恋のいた場所」から約2年5か月ぶりのシングル。
- 表題曲はメンバーの武田鉄矢主演のテレビドラマ『夫婦道』の主題歌に起用された。
- オリコンチャート最高位170位を獲得。4作連続で圏内入りを果たした。

### 収録曲
1. 早春譜
作詞：武田鉄矢
作曲：千葉和臣
編曲：坂本昌之
2. ビアンカの奇跡
作詞：武田鉄矢
作曲：千葉和臣
編曲：坂本昌之
3. 早春譜 (オリジナル・カラオケ)
作曲：千葉和臣
編曲：坂本昌之
表題曲のオリジナル・カラオケバージョン。
4. ビアンカの奇跡 (オリジナル・カラオケ)
作曲：千葉和臣
編曲：坂本昌之
カップリング曲のオリジナル・カラオケバージョン。

### タイアップ
- TBS系列木曜ドラマ『夫婦道』主題歌 (#1)
- テレビ東京系列トークバラエティ番組『奥さまは外国人』エンディングテーマ (#2)

### 収録アルバム
- 去華就実〜花散りて次に葉茂り実をむすぶ〜 (DISC 2#1,2)[注 1]

## 再発盤

### 概要
- 前作「いつか見た青い空」から約1年4か月ぶりにして、アルバム『去華就実〜花散りて次に葉茂り実をむすぶ〜』からの先行シングル。
- 表題曲はメンバーの武田鉄矢主演のテレビドラマ『続・夫婦道』の主題歌に起用された。
- オリコンチャート最高位189位を獲得。6作連続で圏内入りを果たした。

### 収録曲
1. 早春譜
作詞：武田鉄矢
作曲：千葉和臣
編曲：坂本昌之
2. 思えば遠くへ来たもんだ～故郷離れて四十年～
作詞：武田鉄矢
作曲：山木康世
編曲：若草恵
3. えらい!あんたが大将
作詞：武田鉄矢
作曲：中牟田俊男
編曲：若草恵
4. 早春譜 (オリジナル・カラオケ)
作曲：千葉和臣
編曲：坂本昌之
表題曲のオリジナル・カラオケバージョン。

### タイアップ
- TBS系列水曜劇場『続・夫婦道』主題歌 (#1)

### 収録アルバム
- 去華就実〜花散りて次に葉茂り実をむすぶ〜 (DISC 2#1,2,3)[注 2]